# Њујоршке приче
Њујоршке приче (енгл. New York Stories) је амерички антологијски филм из 1989. године, који се састоји од три сегмента са централном темом града Њујорка.
Први се зове Животне лекције, у режији Мартина Скорсезеа, по сценарију Ричарда Прајса и са Ником Нолтијем у главној улози. Други је Живот без Зои, режисера Франсиса Форда Кополе, који је и написао сценарио заједно са својом ћерком Софијом. Последњи сегмент је Едип разбија, режисера и сценаристе Вудија Алена, који је и тумачио главну улогу. У међународним биоскопским издањима, редослед три сегмента је промењен; први је био Кополин, затим Аленов, а на крају Скорсезеов.
Филм је приказан на Филмском фестивалу у Кану 1989. године.

## Радња

### Животне лекције
Лајонел Доби је признати апстрактни уметник који не може да слика данима пре заказане галеријске изложбе свог новог дела. Полет је Лајонелова помоћница и бивша љубавница. Лајонел је још увек заљубљен у њу, али Полет жели само његово покровитељство, што отежава ствари јер живе у истом студију-стану. Полет излази са другим људима, укључујући уметника перформанса и сликара.
Ове намерне провокације од стране Полет чине Лајонела веома љубоморним — и подстичу његову креативност. Лајонел и Полет, постаје јасно, користе једно друго: Лајонел користи њу сексуално, а Полет користи њега као средство за улазак у више сфере њујоршке друштвене и уметничке сцене. Полет жели да одустане од уметности и оде кући својим родитељима, али је Лајонел убеђује да остане јер је Њујорк место где један сликар треба да буде.
Лајонел своју анксиозност и потиснуту страст уноси у свој рад. Његове слике приказују визуелне метафоре из претходних односа: олујно небо, запаљени мостови и напаћени кловнови. Лајонел схвата да су му потребна емоционална превирања његових деструктивних односа како би подстакао своју уметност. На уметничкој изложби, Лајонел упознаје још једну атрактивну младу жену, сликарку у успону. Он је убеђује да постане његова помоћница и потенцијално љубавница, започињући циклус изнова.

### Живот без Зои
Зои је 12-огодишња ученица која живи у луксузном хотелу. Она помаже арапској принцези да поврати вредан комад накита који је она дала Зоином оцу и који је касније украден и враћен. Зои покушава да помири своју разведену мајку и оца флаутисту.

### Едип разбија
Њујоршки адвокат Шелдон Милс има проблема са својом превише критичном мајком Сејди Милштајн. Шелдон се стално жали свом терапеуту на њу, наглас желећи да она једноставно нестане. Шелдон води своју вереницу, Лизу, да упозна његову мајку, која га одмах осрамоти. Њих троје, као и Лизина деца из претходног брака, одлазе на мађионичарску представу. Његова мајка је позвана на сцену да учествује као део мађионичарског чина. Стављају је у кутију кроз коју забадају мачеве и она нестаје, баш као што је и требало, али се никада више не појављује.
Иако је у почетку бесан, овај развој догађаја се показао одличним за Шелдона јер, када она изађе из његовог живота, он коначно може да се опусти. Али убрзо, на његов ужас, његова мајка се поново појављује на небу изнад Њујорка. Почиње да нервира Шелдона и Лизу (са целим градом који је сада гледа) непрестано причајући са странцима о његовим најсрамнијим тренуцима. Ово оптерећује његов однос са Лизом, која га напушта. Шелдона психијатар убеђује да посети гатару Треву како би покушао да врати своју мајку у стварност. Тревини експерименти се показују неуспешним, али Шелдон се заљубљује у њу. Када упозна Треву са својом мајком, она одобрава њихову везу и враћа се на Земљу.

## Улоге
| Животне лекције - Ник Нолти као Лајонел Доби - Розана Аркет као Полет - Стив Бусеми као Грегори Старк - Џеси Борего као Рубен Торо - Питер Гејбријел као он сам - Илеана Даглас као Полетина пријатељица - Деби Хари као девојка у Слепој алеји | Живот без Зои - Хедер Макомб као Зои - Талија Шајер као Шарлот - Ђанкарло Ђанини као Клаудио - Дон Новело као Хектор - Ејдријен Броди као Мел - Крис Елиот као лопов - Кармајн Копола као улични музичар - Карол Буке као принцеза Сораја | Едип разбија - Вуди Ален као Шелдон Милс - Меј Квестел као Сејди Милштајн - Мија Фароу као Лиза - Џули Кавнер као Трева - Џорџ Шиндлер као мађионичар Шанду - Лари Дејвид као менаџер позоришта - Мајк Стар као шлем - Ајра Вилер као господин Бејтс - Кирстен Данст као Лизина ћерка |

## Пријем

### Зарада
Филм је издат 10. марта 1989. и зарадио је 432.337 долара у 12 биоскопа током првог викенда. Укупно је зарадио 10.763.469 долара на домаћем тржишту, приказујући се у 514 биоскопа.

### Критике
Филм држи рејтинг од 75% на сајту Rotten Tomatoes, на основу 24 рецензије.
Аленови и Скорсезеови сегменти филма су генерално хваљени. Међутим, Хал Хинсон, који је писао за The Washington Post, сматра да је Кополин сегмент „далеко најгори рад овог редитеља до сада”. Роџер Иберт из новина Chicago Sun-Times дао је филму две и по звездице, рекавши да се „Њујоршке приче састоје од три филма, један је добар, један је лош, а један је разочаравајући”. Даље је објаснио: „Од три филма, једини заиста успешан је Животне лекције, Скорсезеова прича о средовечном сликару и његовој младој, незадовољној девојци. Кополина ажурирана верзија приче о Елоиз, девојчици која је живела у хотелу Плаза, изненађујуће је танка и нефокусирана. А Ален, отприлике 50-огодишњи мушкарац којим још увек доминира његова мајка, почиње добро, али онда скреће у погрешном смеру на пола пута.”